# Takoucht
Takoucht (franska: Takoucht (CR), Takoucht (Commune Rurale), arabiska: تاكوشت) är en kommun i Marocko.   Den ligger i provinsen Essaouira och regionen Marrakech-Safi, i den centrala delen av landet, 400 km sydväst om huvudstaden Rabat. Antalet invånare är 5 129.